# 奇诺谷 (亚利桑那州)
奇诺谷（英文：Chino Valley），是美国亚利桑那州亚瓦派县下属的一座城市。面积约为63.43平方英里（约合164.3平方公里）。根据2010年美国人口普查，该市有人口10,817人，人口密度为170.7/平方英里。在建制上，该市属于“Town”。